# Sophia van Sleeswijk-Holstein-Gottorp

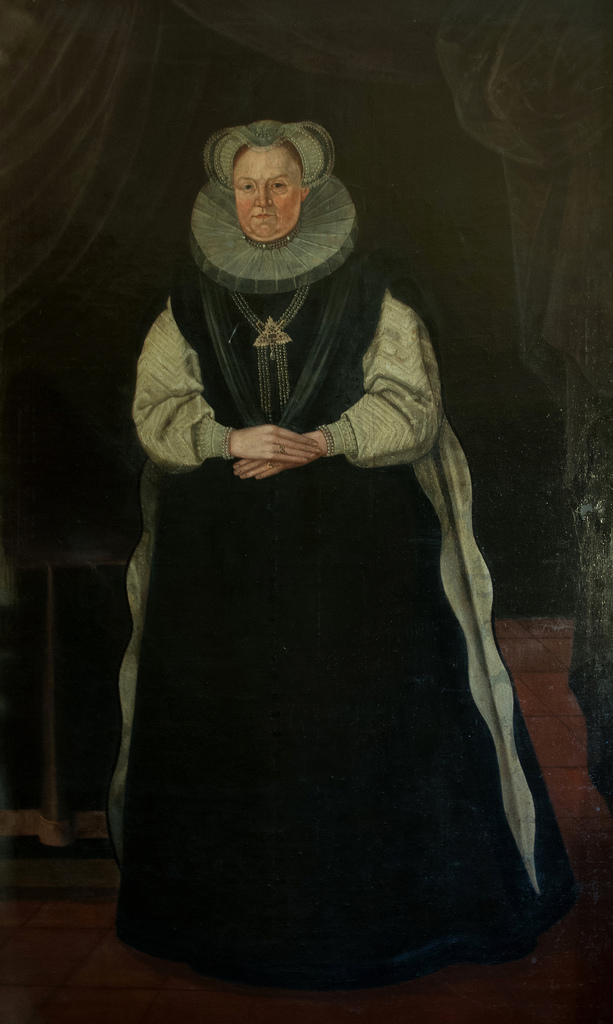
Sophia van Sleeswijk-Holstein-Gottorp (Daniel Block, ca. 1635)

Sophia van Sleeswijk-Holstein-Gottorp (Slot Gottorp, Schleswig, 1 juni 1569 — Schwerin, 14 november 1634) was van 1603 tot 1608 de facto regentes van het Hertogdom Mecklenburg-Schwerin.
Sophia was de oudste dochter van Adolf van Sleeswijk-Holstein-Gottorp en diens echtgenote Christina van Hessen. Zelf huwde zij op 17 februari 1588 te Reinbek met Hertog Johan VII van Mecklenburg-Schwerin. 
Johan werd beschouwd als een zwakke regent die niet begreep hoe hij zijn schuldige en corrupte land moest besturen. Sophia leefde in slechte omstandigheden. Nadat haar man zichzelf in 1592 met zeven messteken neerstak, nam Ulrich van Mecklenburg-Güstrow aanvankelijk het bewind over. Sophia trok zich terug in Lübz, terwijl de bestuurders van Ulrich het land zichtbaar in verval brachten.
Sophia stond bekend als zeer oplettend, zorgvuldig en spaarzaam. 
Sophia en Johan kregen samen drie kinderen:
- Adolf Frederik I, hertog van Mecklenburg-Schwerin in 1592–1628, 1631–1658
- Johan Albrecht II, hertog van Mecklenburg-Güstrow in 1592–1628, 1631–1636
- Anna Sophia (1591-1648).

Sophia is de stammoeder van het Huis Mecklenburg-Schwerin en Mecklenburg-Strelitz.